# پاتریک هاگ
پاتریک هاگ (انگلیسی: Patrick Haag؛ زادهٔ ۹ مارس ۱۹۹۰) بازیکن فوتبال اهل آلمان است.
از باشگاه‌هایی که در آن بازی کرده‌است می‌توان به باشگاه فوتبال کارلسروهه و باشگاه فوتبال یان رگنسبورگ اشاره کرد.